# NASA Space Science Data Coordinated Archive
O National Space Science Data Center ou NSSDC (em português: Centro Nacional de Ciência Espacial de Dados) é um departamento da Agência Espacial dos Estados Unidos, a NASA, especialmente no campo da Heliofísica. O NSSDC foi criado pela NASA com o intuito de se guardar as informações gerais das missões espaciais da agência. O NSSDC está localizado no Goddard Space Flight Center na cidade de Greenbelt, no estado de Maryland, Estados Unidos. O NSSDC oferece acesso livre aos bancos de dados da NASA para a pesquisa e para o público em geral.

## Catálogo Mestre
O NSSDC mantém o Designador Internacional (NSSDC ID) para manter informações de todas as missões espaciais dos Estados Unidos e do resto do mundo.